# 尼爾斯·夸施納
尼爾斯·夸施納（德語：Nils Quaschner；1994年4月22日—）是一位德國足球運動員。在場上的位置是前鋒。他現在效力於德國足球乙級聯賽球隊萊比錫紅牛足球俱樂部。